# Estado de Jaisalmer

Mapa de Jaisalmer.

Jaisalmer fue un estado de la India, el tercero en extensión de la Rajputana después de Jodhpur y Bikaner. Limitaba al norte con Bahawalpur, al oeste con Sindh, al sur y este con Jodhpur, y al nordeste con Bikaner.

## Geografía y clima
La superficie era de 41 600 km². El país es una gran extensión de arena que forma el llamado Gran Desierto Indio. Sólo en Jaisalmer (ciudad), la capital, y en el entorno el terreno es pedregoso y el resto son cerros de arena, con terreno completamente desolado y sin muchas poblaciones. Un riachuelo a unos 25 km al sur de la capital, denominado Kakni, desagua a un lago llamado Bhuj Jhil; en época de lluvias alimenta el embalse de Daiya. El clima es seco y caluroso, especialmente en mayo y junio.

## Población
La población al censo de 1881 era de 108 143 habitantes, en 1891 de 115 701 habitantes, en 1901 de 73 370 habitantes y en 1931 de 76 255 habitantes.
El estado estaba formado por 472 ciudades y pueblos. La única ciudad relevante era y es Jaisalmer (7137 habitantes en 1901). La densidad era de 4,5 habitantes por milla cuadrada.
La etnia principal eran los rajputs (40%) pero un tercio eran musulmanes; los seguían los chamars (unos 9000 en 1901), los shaikhs y los mahajans.

## Lengua y religión
La lengua principal es el marwari una de las cuatro lenguas derivadas del rajasthaní; también se habla el sindi.
los hindúes eran el 70%, musulmanes el 25% y el resto animistas y jains.

## Lugares arqueológicos
Hay que destacar el fuerte de Birsilpur (al nordeste) del siglo II; la primera capital Tanot con un fuerte y un templo del siglo VIII; Lodorva, con un templo jain de más de mil años; y Sirwa, una villa a 40 km al suroeste de Jaisalmer (ciudad) con un edificio con 32 pilares supuestamente erigido el 820.

## Sellos y moneda
El estado disponía sólo de una oficina de correos. La oficina de telégrafos más cercana estaba en Barmer (en Jodhpur). Emisiones de sellos propias aparecen entre 1928 y 1930 y entre 1940 y 1948.
Jaisalmer disponía de su propia moneda, el akhai shahi, establecida por el maharwat Akhai Sinh en 1756. La fábrica de moneda se cerró en 1899 cuando se empezó a introducir la moneda británica de la India.

## Ejército y policía
Las tropas del estado eran sólo de 220 hombres, 39 de caballería, 13 de artillería y 168 de infantería; disponía de 25 cañones de los que 17 funcionaban. La policía estaba formada por 152 hombres de los que 72 eran montados, casi todo a camello. En la capital había una prisión.

## Lista de maharwals
- Lunkaran 1530-1551
- Maldeo 1551-1562
- Harraj 1562-1578
- Bhim Singh 1578-1624
- Kalyan Das 1624-1634
- Manohar Das 1634-1648.
- Ramchandra 1648-1651
- Sabal Singh 1651-1661
- Amar Singh 1661-1702
- Jaswant Singh 1702-1708
- Budh Singh1708-1722
- Akhai Singh 1722-1762,
- Mulraj Singh II 1762-1819
- Gaj Singh 1819-1846
- Ranjit Singh 1846-1864
- Bairi Sal 1864-1891,
- Salivahan Singh III (Kunwar Syam Singh) 1891-1914
- Jawahir Singh 1914-1949
- Girdhar Singh 1949